# 三人制足球

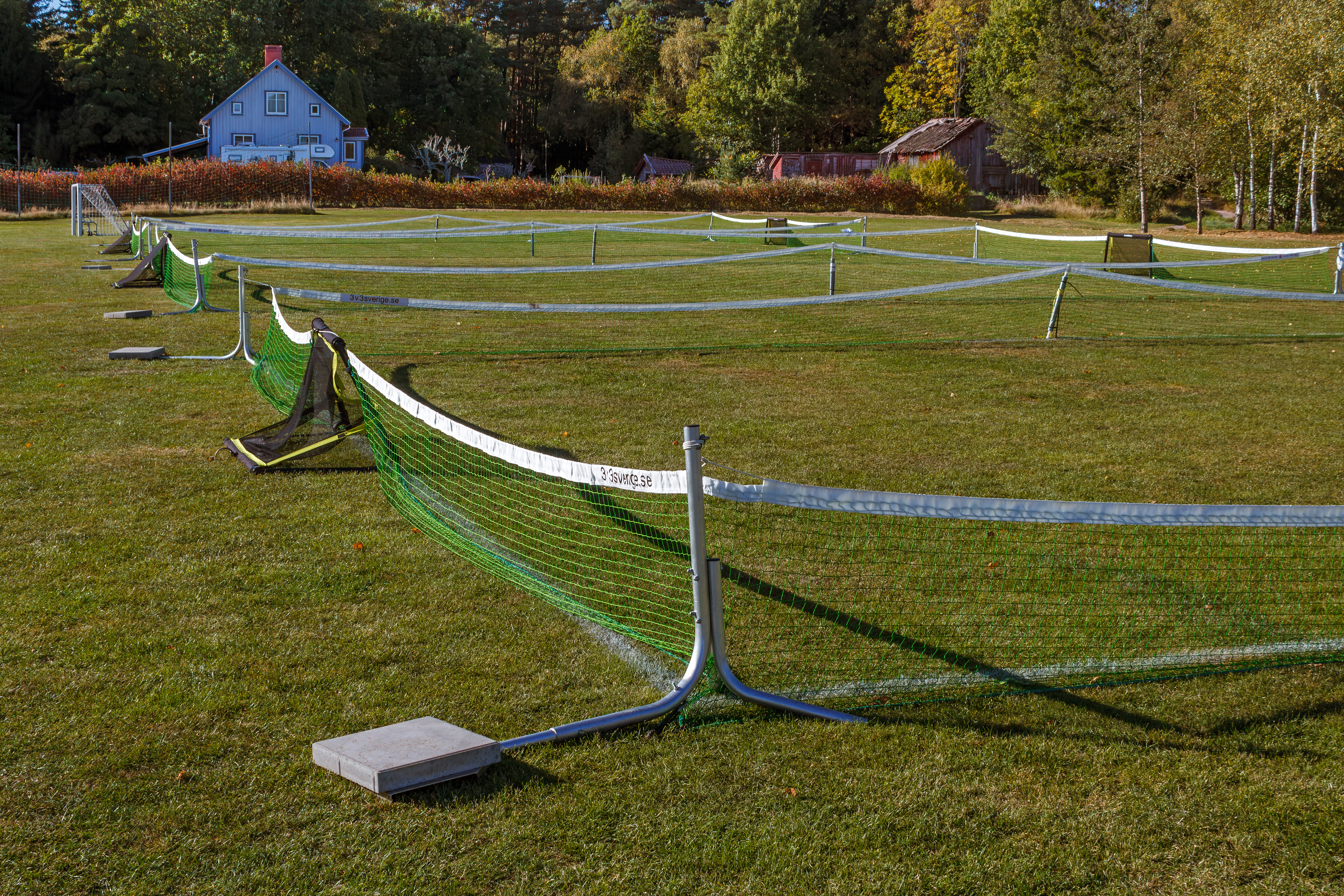

三人制足球又称三对三足球，是足球的一种变种。

## 规则
三人制足球禁止冲撞和铲球，任何踢、拌和推的动作〔包括使用肩部〕都会给对方一个任意球的机会。三人制足球没有越位的限制，也不设守门员，但是却有一个“四秒限制”；也就是说守方队员在本方球门区内（在球门线中点处以3米为半径向场内划一个圆弧作为球门区）由于阻挡对方射门而停留四秒钟以上，应被出示黄牌警告并由对方踢间接任意球。
三人制足球赛还规定：由于两次犯規，導致一人被红牌罚下，受罚方可换上替补队员，但替补队员必须在受罚队员下场2分钟后方可上场，所以很容易出现3打2的局面。

### “空中”点球
三人制足球的球门宽1.2米，高0.8米，罚点球时，球必须从空中直接射门，击中球门横梁或立柱后进入均可，但在球进门前，绝对不能接触地面，否则进球无效。